# دهستان سهند
دهستان سَهَند یکی از دهستان‌های استان آذربایجان شرقی است که در بخش مرکزی شهرستان اسکو به مرکزیت روستای اسفنجان واقع شده‌است. که شامل روستاهای اسفنجان (اسکو)، اسکندان، کهنمو، کندوان، عنصرود، آمقان می‌باشد.